# 马来西亚中学
马来西亚中学是马来西亚一套5年强制性和2年非强制性的教育制度。

## 入学要求
在进入国民中学/国民型华文中学前，小学六年级华小和淡小学生必须在校本评估的马来文掌握程度中达到第四（TP4）至第六级（TP6）；反之必须参加六年级马来文能力测试，以决定是否能直升中一；测试不过关者，都必须进入预备班，一年后才能进入中学中一。

## 特征

### 国民中学
由于马来西亚极为注重教育，因此马来西亚所有公立中学是由马来西亚教育部（英語：Ministry of Education Malaysia）直接管辖，而非地方政府。马来西亚政府和教育部提倡“强化马来语，提倡英语，并掌握母語”的教育制度，鼓励学生必须掌握两语之外，也同时鼓励各族学习自己的母语，因此馬來西亞人通常都能輕鬆掌握三種基本語言，大部份華人更因為家族的關係而懂得方言，馬來西亞人甚至會因為在馬來西亞這個多元種族和多元文化的生活環境下懂得他族的母語。現今的馬來西亞學生也熱愛學習他族的母語或他國的語言（如日語、韓語、西班牙語、法語等）以讓自己的語文知識再登上一個更高的臺階。
在马来西亚的新教育蓝图下，马来西亚政府和法律明文规定所有马来西亚国民必須接受5年中學以及6年小学的強制义务教育。政府的公立中學以及公立小学是由马来西亚联邦中央政府直接拨款贊助。同时，馬來西亞政府的“贷书计划”也允许讓所有擁有馬來西亞國籍的公立學校学生借用所有课本，而后在学年结束前归还。

## 种类
马来西亚拥有多源流的中学教育，学生可根据自己的喜好自由选择适合的中学。

### 公立中学
- 國民中學（简称SMK）：主要以馬來語和英语作為媒介語，两大主流公立中学之一。
- 国民型华文中学（简称SMJK）：主要以华语、英语以及马来语为媒介语，但华文课被编列为正课，并有教育局指派合格华文教师教课，两大主流公立中学之一。
- 教会学校：主要以马来文和英语作为媒介语。
- 全寄宿中学（简称SBP）：多数以理科高中居多。
- 体育中学（简称SMS）
- 艺术中学（简称SMS）
- 职业中学（简称SMV）
- 技能中学（简称SMT）
- 国民政府宗教中学（简称SMKA）：可细分为三类，分别为国立宗教中学、州立宗教中学以及政府资助宗教学校。
- 特殊教育学校（简称SKPK）

### 私立中学
- 华文独立中学

### 国际学校
- 国际中学

## 公立中学评级制
马来西亚教育部（英語：Ministry of Education Malaysia）一般上会依据该校全体学生的成绩以及学校名誉等将全国所有公立学校分别分类至以下评级：
- Grade/Band 1（仅名校可获此评级）
- Grade/Band 2
- Grade/Band 3
- Grade/Band 4
- Grade/Band 5
- Grade/Band 6

## 各主要源流中学

### 国民中学
国民中学（通称“国中”）是由马来西亚联邦政府直接资助的公立中学，一个以马来语以及英语作为主要教学媒介语的公立中学。
| 年齡     | 学级（中文名稱）       | 学级（英文名称）               | 学级（马来文名称）    | 备注    |
| -------- | ---------------------- | ------------------------------ | --------------------- | ------- |
| 13歲     | 預備班（又稱：過渡班） | Remove Class（簡稱RC或Remove） | Peralihan             |         |
| 13或14歲 | 中一                   | Form 1（简称F1）               | Tingkatan 1（简称T1） | Year 7  |
| 14或15歲 | 中二                   | Form 2（简称F2）               | Tingkatan 2（简称T2） | Year 8  |
| 15或16歲 | 中三                   | Form 3（简称F3）               | Tingkatan 3（简称T3） | Year 9  |
| 16或17歲 | 中四                   | Form 4（简称F4）               | Tingkatan 4（简称T4） | Year 10 |
| 17或18歲 | 中五                   | Form 5（简称F5）               | Tingkatan 5（简称T5） | Year 11 |
| 18和19岁 | 中六                   | Form 6（简称F6）               | Tingkatan 6（简称T6） | Year 12 |

### 国民型华文中学
国民型华文中学（通称“华中”）是由马来西亚联邦政府直接资助的政府公立华文中学。除了华文课，其他科目还是以马来语级英语作為媒介語作为教学媒介语的公立中学。此源流的中学皆在1962年由华文独中改制而来。
北马区的国民型华文中学的学生绝大部分都是华裔子弟。虽然沿用国家教育制度，主要以马来语作为教学媒介语，但华语却被列为必修、必考的科目。除了课程，国民型华文中学仍然保持华校的特质。基于华校校风、费用和升本地大学机会的考量，国民型华文中学是大部分北马华人升中学的第一选择。此类型的中学也吸引了少数马来族和印度族子弟前来求学。
| 年齡     | 学级（中文名稱）       | 学级（英文名称）       | 学级（马来文名称）    | 备注    |
| -------- | ---------------------- | ---------------------- | --------------------- | ------- |
| 13歲     | 預備班（又稱：過渡班） | Remove Class（簡稱RC） | Peralihan（簡稱PER）  |         |
| 13或14歲 | 中一                   | Form 1（简称F1）       | Tingkatan 1（简称T1） | Year 7  |
| 14或15歲 | 中二                   | Form 2（简称F2）       | Tingkatan 2（简称T2） | Year 8  |
| 15或16歲 | 中三                   | Form 3（简称F3）       | Tingkatan 3（简称T3） | Year 9  |
| 16或17歲 | 中四                   | Form 4（简称F4）       | Tingkatan 4（简称T4） | Year 10 |
| 17或18歲 | 中五                   | Form 5（简称F5）       | Tingkatan 5（简称T5） | Year 11 |
| 18和19岁 | 中六                   | Form 6（简称F6）       | Tingkatan 6（简称T6） | Year 12 |

### 华文独立中学
华文独立中学（通称“独中”）是独立的公共民办中学，经费主要来自本地华人社群。马来西亚目前有60所华文独中（如居銮中华中学，更多请参见独立中学列表）。并且由马来西亚华校董事联合会总会（简称董总）领导。
在《1961年教育法令》下，所有拒绝改制的中学将被定义为“独立中学”，并且同时完全失去政府的所有经济资助。基于马来西亚华社坚守母语教育的精神，部分拒绝改制的中学亦成为现今以华语作为主要教学媒介语的“独中”。
华文独中除强调母语教学的优势外，亦同时把马来语和英语列为必修且必考科目，提倡“三文三语”的教育方针。在教育观点上，推崇 “德、智、体、群、美”五育并重。各独中皆设有教务处、训育处、课外活动处和辅导处。
华文独中的学制与美国、英国（苏格兰）、台湾、日本、中华人民共和国、香港等地區的教育体系相似。独中实行六年中学教育，以三年初中、三年高中（三三学制）分为两个阶段完成。此此外，大部分独中实施留级制度，学生成绩若未达校方所设之标准，便不得升班。
在教材方面，各独中采用的是董总所编纂的高、初中统一课本，如居銮中华中学校长陈诗圣在1982年为响应董总的办学方针，也采用独中统一课本。课本是根据董教总全国发展华文独立中学工作委员会拟订的课程纲要，配合马来西亚教育部所颁发的课程纲要而编纂，以符合独中办学方针。近十年来，有条件的独中也开办技职教育班，例如电工、家具木工、机械、汽车维修、纺织等，以突显独中办学的多面性。
| 学级名称（中文名稱） | 学级名称（英语名称） |
| -------------------- | -------------------- |
| 初一                 | Junior 1（简称为J1） |
| 初二                 | Junior 2（简称为J2） |
| 初三                 | Junior 3（简称为J3） |
| 高一                 | Senior 1（简称为S1） |
| 高二                 | Senior 2（简称为S2） |
| 高三                 | Senior 3（简称为S3） |

## 考试制度

### 公立中学考试制度
马来西亚教育制度的形成是基于英国教育。与英国相同，马来西亚拥有一套非常严格的考试制度。由于马来西亚教育非常注重考试制度，因此会以许多种统一化考试来评定一位学生的学术资格和能力。在政府的公立学校，一位学生平均每2或3个月就必须接受一次全科考试。每位小学学生一年需要接受4到7次全科考试（视学级而定）；而中学学生一年需要接受4次以上全科考试（视学级而定）。无论是学校的普通考试或是统一化考试的成绩都将会永久记载在马来西亚教育部考试局的系统 （页面存档备份，存于）里。
在政府的公立中学，中三（馬來語：、英語：、大中华地区称之为初三）学生将被强制要求参加初中评估考试（PMR）。2012年开始，政府以校本评估（PBS）取代了初中评估考试。2014年，除了要进行校本评估之外，中三的学生还需要强制参加一种考试，即中三评估考试（PT3）的笔试，口听试及报告（历史及地理）。而在越来越注重考试制度的马来西亚社会而言，PT3文凭已成为一个非常重要的文凭。自2022年起，PT3已被永久废除。
在政府的公立中学学生必须在中学五年级（中五/高二）参加马来西亚教育文凭考试（SPM）。自2006年起，除了普通的SPM英语等级，SPM考生也被赋予国际GCE O-Level同等待遇的英语成绩水准，并且由剑桥大学考试委员会（英語：Cambridge International Examination Council）把关。两个英文等级都会同时出现在SPM成绩单，但GCE O-Level英语等级不会出现在SPM的正式文凭，而是以另一张由CIE发出的文凭显示。此外，SPM备受国内外学府认可，并在国外享有与国际GCE O-Level同等水平的待遇。
大部分政府公立中学提供了中学六年级及大马高级教育文凭（STPM）考试课程，STPM是一个由隶属于马来西亚教育部的马来西亚考试委员会（Malaysian Examinations Council）举办，剑桥大学考试委员会（英語：Cambridge International Examination Council）从旁监督的一个大学预科公共考试。STPM在国外享有与国际GCE A-Level同等水平的待遇，备受国内外所有大学的认可，更是许多欧美国家高等学府对马来西亚籍学士课程申请者唯二认证的文凭（另为GCE A-Level文凭）。

### 华文独立中学考试制度
在獨立中學，学生需要参与马来西亚华文独立中心统一考试，简称统考。该统一考试是由董教总华文独立中学工委会下设的统一考试委员会负责举行，第一届的统考于1975年开始举办至今。2011年3月12日，统考的执行与管理业务获得了国际标准化组织（ISO）认证，并成功获得马来西亚、中国、英国和日本等认证单位颁发的IS09001:2008质量管理体系认证证书，认证范围为"执行和管理华文独中统一考试"。
统考按考生身份分为三类，分别是“初中统一考试”、“高中统一考试”和“技术科统一考试”。第一类是针对初三学生开办，后面两类则是高三学生。由于统考属于华文独立中学的内部考试，非独中生不得参与。截至2014年，三类统考的考科分别有8个、22个及5个，考试的用语主要是华语，部分科目用英语进行考试。
马来西亚政府迄今未承认独中统考证书（UEC），因此独中生不能以独中统考证书在任何马来西亚国立大学或国立学府深造，但该文凭受到部分马来西亚的私立大学承认。此外，独中统考证书已经受到台湾、日本、中国、香港、新加坡等国的大学承认，此外也有独中毕业生被泰国、印度、澳门、意大利、德国、俄国和印度的大专院校录取。截至2014年，全球有超过800所的大专院校承认统考证书。
由于一些独中实行双轨制，因此学生也被鼓励报考马来西亚教育文凭（SPM）以保障未来在马来西亚国立学府升学的机会。
| 延伸內容 | |
| --- | --- |
| \| 初中统考 \| 华文、马来西亚文、英文、数学、科学、历史、地理、美术 \| \| 高中统考 \| 华文、马来西亚文、英文、数学、高级数学、高级数学(I)、高级数学(II)、历史、地理、生物、化学、物理、商业学、簿记与会计、会计学、经济学、电脑与资讯工艺、美术、电学原理、电子学、数位逻辑、电机学 \| \| 技术科统考 \| 工业英文、汽车修护、汽车修护(实习)、美工、美工(实习) \| | |
| 初中统考 | 华文、马来西亚文、英文、数学、科学、历史、地理、美术 |
| 高中统考 | 华文、马来西亚文、英文、数学、高级数学、高级数学(I)、高级数学(II)、历史、地理、生物、化学、物理、商业学、簿记与会计、会计学、经济学、电脑与资讯工艺、美术、电学原理、电子学、数位逻辑、电机学 |
| 技术科统考 | 工业英文、汽车修护、汽车修护(实习)、美工、美工(实习) |

### 国际学校考试制度
在国际学校，学生则会报考部分欧美国家的国际性考试（如GCE O-Level和GCE A-Level考试），其中大部分为英国教育。

## 教授科目

### 公立中学中一至中三教授科目
根据马来西亚教育部于2017年开始实行的新中学标准课钢（英語：Secondary School Standard Curriculum），公立中学中一至中三教授科目，各校情况可能不一：

#### 必修科目
| 科目                                                                           | KBSM课纲 | 新KSSM课纲 | 备注                                                              |
| ------------------------------------------------------------------------------ | -------- | ---------- | ----------------------------------------------------------------- |
| 马来语（国语） Malay Language (Bahasa Melayu)                                  |          |            | 使用马来西亚标准马来语教学。                                      |
| 英国英语 English UK (Bahasa Inggeris)                                          |          |            | 使用英式英语教学。                                                |
| 数学 Mathematics (Matematik)                                                   |          |            | 使用双语教学，即英语与马来语。                                    |
| 科学 Science (Sains)                                                           |          |            | 使用双语教学，即英语与马来语。                                    |
| 历史 History (Sejarah)                                                         |          |            | 使用马来语教学。                                                  |
| 地理 Geography (Geografi)                                                      |          |            | 使用马来语教学。                                                  |
| 道德教育 Moral Education (Pendidikan Moral)                                    |          |            | 使用马来语教学，只限非穆斯林学生。                                |
| 伊斯兰教育 Islam Studies (Pendidikan Islam)                                    |          |            | 使用马来语和爪夷文教学，只限穆斯林学生。                          |
| 公民教育 Civic Education (Pendidikan Sivik dan Kewarganegaraan)                |          | 已废除     | 使用马来语教学。                                                  |
| 生活技能 Life Skills (Kemahiran Hidup)                                         |          | 已废除     | 使用马来语教学。细分为4种选择，即技能性、家政性、农业性和商业性。 |
| 设计与工艺 Design & Technology (Reka Bentuk dan Teknologi)                     | ——       |            | 使用马来语教学，两科选一科。                                      |
| 基础电脑科学 Basic Computer of Science (Asas Sains Komputer)                   | ——       |            | 使用马来语教学，两科选一科。                                      |
| 视觉美术教育 Visual Arts (Pendidikan Seni Visual)                              |          |            | 使用马来语教学，两科选一科。                                      |
| 音乐教育 Music (Pendidikan Muzik)                                              |          |            | 使用马来语教学，两科选一科。                                      |
| 体育与健康教育 Physical and Health Education(Pendidikan Jasmani dan Kesihatan) |          |            | 使用马来语教学。                                                  |

#### 选修科目
| 科目                                                     | KBSM课钢 | 新KSSM课钢 | 备注               |
| -------------------------------------------------------- | -------- | ---------- | ------------------ |
| 华文 Chinese Language (Bahasa Cina)                      |          |            | 使用简体汉字教学。 |
| 淡米尔文 Tamil Language (Bahasa Tamil)                   |          |            |                    |
| 阿拉伯文 Arab Language (Bahasa Arab)                     |          |            |                    |
| 伊班文 Iban Language (Bahasa Iban)                       |          |            |                    |
| 卡达山杜顺文 Kadazandusun Language (Bahasa Kadazandusun) |          |            |                    |
| 閃邁文 Semai Language (Bahasa Semai)                     |          |            |                    |
| 法文 French Language (Bahasa Perancis)                   |          |            |                    |
| 日文 Japanese Language (Bahasa Jepun)                    |          |            |                    |
| 德文 German Language (Bahasa Jerman)                     |          |            |                    |
| 韩文 Korean Language (Bahasa Korea)                      |          |            |                    |

Isrs

### 公立中学中四与中五教授科目
依据所选科系而定，且各校科目配套不一。
以下为主要的选修科目。
| 科目                                                        | KBSM课纲 | 新KSSM课纲 | 备注                           |
| ----------------------------------------------------------- | -------- | ---------- | ------------------------------ |
| 高级数学 Additional Mathematics (Matematik Tambahan)        |          |            | 使用双语教学，即英语与马来语。 |
| 生物 Biology (Biologi)                                      |          |            | 使用双语教学，即英语与马来语。 |
| 化学 Chemistry (Kimia)                                      |          |            | 使用双语教学，即英语与马来语。 |
| 物理 Physics (Fizik)                                        |          |            | 使用双语教学，即英语与马来语。 |
| 会计原理 Principles of Accounting (Prinsip Perakaunan)      |          |            | 使用马来西亚标准马来语教学。   |
| 经济学 Economics (Ekonomi)                                  |          |            | 使用马来西亚标准马来语教学。   |
| 商业学 Business (Perniagaan)                                |          |            | 使用马来西亚标准马来语教学。   |
| 视觉艺术教育 Visual Arts Education (Pendidikan Seni Visual) |          |            | 使用马来西亚标准马来语教学。   |

## 争议

### 学生人权
马来西亚政府主流教育制度多为威权体制教育校园，且以应试教育为主。在政府主流制度的中小学也对学生进行多的与人权对立的规制，包括禁止学生携带手机，儀容（校服規制、髮禁），有学生不符合规制则强制性地成为学校「标准」形象。此外无论是大小惩，也可对学生进行体罚，甚至是对学生的携带物做出「突击检查」，没收「违禁品」，且不可携带更多的金额到校（特别事项除外），多需要家长或是亲属陪同才可赎回。无论是私立或是公立，在马来西亚无以上的规制的校园是极稀有的。